# Pierre Briant
Pour les articles homonymes, voir Briant.
Pierre Briant, né le 30 septembre 1940 à Angers, est un historien français de l’Antiquité.

## Biographie
Docteur en histoire (1971), il a été, de 1999 à 2012, titulaire de la chaire « Histoire et civilisation du monde achéménide et de l’empire d’Alexandre » au Collège de France.
Il est le frère de Jo Briant, professeur et militant associatif.

## Publications

### Ouvrages
Pierre Briant est l'auteur de nombreux ouvrages sur l’Antiquité perse et grecque, il a publié entre autres :
- Antigone le Borgne (Les débuts de sa carrière et les problèmes de l'Assemblée macédonienne), Les Belles Lettres, Paris, 1974.
- Alexandre le Grand, coll. « Que-sais-je ? », no 622, PUF, Paris, 1974, 3e éd. 1986, 4e éd. 1994, 5e édition révisée 2002. 6e édition révisée, 2005.
- Rois, tributs et paysans, Les Belles Lettres, Paris, 1982.
- État et pasteurs au Moyen-Orient ancien, Paris, Maison des Sciences de l'Homme, et Cambridge (Cambridge University Press), 1982.
- L'Asie Centrale et les royaumes proche-orientaux du premier millénaire av.n.è., Ed.Recherches sur les civilisations, Paris, 1984.
- De la Grèce à l'Orient: Alexandre le Grand, Coll. « Découvertes Gallimard / Histoire » (no 27), Gallimard, Paris, 1987 ; nouvelle édition, Paris, 2005.
- Darius, les Perses et l'Empire, coll. « Découvertes Gallimard / Histoire » , no 159, Gallimard, Paris 1992 ; 2e édition, 2001.
- [En collaboration], Le monde grec aux temps classiques I : le Ve siècle, coll. Nouvelle Clio, PUF, 1995 [sous la direction de P. Briant et P. Lévêque].
- Histoire de l'Empire perse. De Cyrus à Alexandre, Fayard, 1996, 1247 p.[2]
- Bulletin d'histoire achéménide II, Paris, Ed. Thotm, Collection Persika 1, 2001.
- Darius dans l'ombre d'Alexandre, 666 p., Paris, Fayard, 2003.
- Lettre ouverte à Alexandre le Grand, Arles, Actes Sud, 2008.
- Alexandre des Lumières. Fragments d'histoire européenne, Paris, Gallimard, 2012.
- Alexandre. Exégèse des lieux communs, Paris, Gallimard, 2016.
- Sur les traces de l'empire des Grands Rois : enquête historiographique, Paris, Les Belles Lettres, 1156 p., 2025  (ISBN 978-2251456706)

### Direction et coordination d'autres travaux
Il coordonne également la publication de nombreux ouvrages dont la collection Persika (Thotm editions, puis De Boccard, puis Peeters), est le fondateur du Réseau international d’Études et de recherches achéménides, du site web Achemenet (site de recherche et de documentations scientifiques sur le monde achéménide).

## Distinctions
- Chevalier de la Légion d'honneur[3]
- Chevalier de l'ordre des Palmes académiques